# Genay (Côte-d'Or)
Genay is een gemeente in het Franse departement Côte-d'Or (regio Bourgogne-Franche-Comté) en telt 336 inwoners (2004). De plaats maakt deel uit van het arrondissement Montbard.

## Geografie
De oppervlakte van Genay bedraagt 14,0 km², de bevolkingsdichtheid is 24,0 inwoners per km².
De onderstaande kaart toont de ligging van Genay (Côte-d'Or) met de belangrijkste infrastructuur en aangrenzende gemeenten.

## Demografie
Onderstaande figuur toont het verloop van het inwonertal (bron: INSEE-tellingen).